# Barreira tarifária
Uma barreira tarifária é o tipo mais comum de barreira alfandegária. As barreiras tarifárias tratam de tarifas de importações e taxas diversas. Como exemplo, temos o imposto de importação, as taxas alfandegárias e a valoração aduaneira. Além das barreiras tarifárias, outro tipo de barreira ao comércio internacional são as barreiras não tarifárias.